# Les Baxter
Leslie Thompson Baxter (14 de marzo de 1922-15 de enero de 1996) o más conocido como Les Baxter, fue un músico y compositor estadounidense. Alcanzó notoriedad en los años 50, con los sencillos Unchained Melody (1955) y The Poor People Of Paris (1956), canciones que lograron ser número 1 en Billboard. Después de trabajar como compositor y arreglista para diferentes bandas de swing, desarrolló su propio estilo dentro del género easy listening, conocido como "exotica". A lo largo de su carrera, Baxter compuso más de cien bandas sonoras para películas.

## Biografía
Baxter estudió piano en el conservatorio de Detroit Conservatory antes de trasladarse a Los Ángeles para completar sus estudios en la Universidad de Pepperdine. En 1943 entró a formar parte como saxofonista de la orquesta de Freddie Slack. Abandonó su carrera como concertista de piano para dedicarse a cantar música popular. Con veintitrés años se unió a The Mel-Tones, de Mel Tormé, cantando en discos de Artie Shaw como "What Is This Thing Called Love?".
En 1950, es contratado como arreglista y director por Capitol Records, donde entre otros trabajos, dirigió la orquesta en los dos primeros éxitos de Nat King Cole, "Mona Lisa" y "Too Young". También participó en la grabación del primer álbum de Yma Sumac, "Voice of the Xtabay", considerado uno de los primeros ejemplos del estilo "Exotica". En 1951 participó en la grabación original del tema "Quiet Village" que años más tarde popularizaría Martin Denny.  En 1953 compuso su primera banda sonora, para el documental de viajes Tanga Tika. Con su orquesta, publicó una serie de éxitos durante los siguientes años, entre los que destacan "Ruby" (1953), "Unchained Melody" (1955), "The Poor People of Paris" (1956) y "Sinner Man" (1956). La versión instrumental de "Unchained Melody" de Baxter llegó a vender más de un millón de copias, siendo certificado disco de oro.  "The Poor People of Paris" también llegó a alcanzar el millón de copias vendidas.  También logró éxitos con álbumes conceptuales como: Le Sacre Du Sauvage, Festival Of The Gnomes, Ports Of Pleasure y Brazil Now. 
A comienzos de los años 60 formó The Balladeers, un grupo de folk que durante un tiempo contó con un joven David Crosby. Posteriormente, usó algunos de los cantantes de esta formación para un proyecto de estudio llamado The Forum. Tuvieron un discreto éxito en 1967 con la canción "The River Is Wide" que implementó el uso de la técnica Wall of Sound desarrollada por Phil Spector. Baxter también trabajó como director musical en la radio, en el programa The Halls of Ivy y en los espectáculos radiofónicos de Bob Hope y Abbott and Costello.
Al igual que sus contemporáneos Henry Mancini y Lalo Schifrin, Baxter compuso música para el cine durante las décadas de 1960 y 1970. Trabajó en numerosas bandas sonoras para películas de serie B de los estudios American International Pictures donde destacó su trabajo para la serie de películas dirigidas por Roger Corman basadas en relatos de Edgar Allan Poe que incluyeron títulos como House of Usher, The Pit and the Pendulum, The Raven, Muscle Beach Party y Beach Blanket Bingo. Compuso la música para la adaptación teatral de la película de terror Cry of the Banshee. El productor Howard W. Koch aseguró que Baxter compuso, orquestó y grabó toda la banda sonora de la película The Yellow Tomahawk (1954) en tan sólo tres horas.
Cuando su trabajo como compositor de bandas sonoras fue decayendo en los años 80, Baxter compuso música para el parque temático SeaWorld.

## Muerte
Falleció en Newport Beach, California a los setenta y tres años.

## Reconocimiento
Por sus contribuciones a la industria cinematográfica, recibió una estrella en el Paseo de la Fama de Hollywood, ubicada en el número 6314 de Hollywood Blvd.

## Filmografía
- The Black Sleep (1956)
- Rebel in Town (1956)
- Wetbacks (1956)
- A Woman's Devotion (1956)
- Voodoo Island (1957)
- Pharaoh's Curse (1957)
- Untamed Youth (1957)
- The Invisible Boy (1957)
- The Dalton Girls (1957)
- The Lone Ranger and the Lost City of Gold (1958)
- The Fiend Who Walked the West (1958)
- Macabre (1958)
- Goliath and the Barbarians (1959)

- House of Usher (1960)
- The Pit and the Pendulum (1961)
- Master of the World (1961)
- Panic in Year Zero! (1962)
- Tales of Terror (1962)
- The Young Racers (1963)
- The Raven (1963)
- The Comedy of Terrors (1963)
- X: The Man with the X-ray Eyes (1963)
- Beach Party (1963)
- Muscle Beach Party (1964)
- Bikini Beach (1964)
- Pajama Party (1964)
- Beach Blanket Bingo (1965)
- How to Stuff a Wild Bikini (1965)
- Sergeant Deadhead (1965)
- Dr. Goldfoot and the Bikini Machine (1965)
- The Ghost in the Invisible Bikini (1966)
- Fireball 500 (1966)
- Wild in the Streets (1968)
- The Mini-Skirt Mob (1968)
- Target: Harry (1969)
- Hell's Belles (1969)
- Flareup (1969)
- The Dunwich Horror (1970)
- Cry of the Banshee (1970)
- Frogs (1972)
- Baron Blood (1972 - US soundtrack)
- I Escaped from Devil's Island (1973)
- The Devil and LeRoy Bassett (1973)
- Savage Sisters (1974)
- Switchblade Sisters (1975)
- Born Again (1978)
- The Beast Within (1982)
- Lightning in a Bottle (1993)

## Discografía

### Álbumes
- (1947) Music Out of the Moon (composed by Harry Revel)
- (1948) Perfume Set To Music (composed by Harry Revel)
- (1949) Music for Peace of Mind
- (1950) Yma Sumac: Voice of the Xtabay
- (1951) Arthur Murray Favorites: Tangos
- (1951) Ritual of the Savage (Le sacre du sauvage)
- (1953) Festival of the Gnomes (composed by Camillo Ruspoli, 2nd Prince of Candriano)
- (1954) Thinking of You
- (1954) The Passions (featuring Bas Sheva)
- (1955) Arthur Murray Favorites: Modern Waltzes
- (1955) Kaleidoscope
- (1956) Tamboo!
- (1956) Les Baxter's La Femme
- (1956) Caribbean Moonlight
- (1957) Skins! Bongo Party with Les Baxter
- (1957) 'Round the World with Les Baxter
- (1957) Midnight on the Cliffs
- (1957) Ports of Pleasure
- (1957) Pharaoh's Curse (aka) Curse of the Pharaoh
- (1958) Space Escapade
- (1958) Selections from Rodgers and Hammerstein's South Pacific
- (1958) Confetti
- (1958) Love is a Fabulous Thing
- (1959) Les Baxter's African Jazz
- (1959) Les Baxter's Jungle Jazz
- (1959) Les Baxter's Wild Guitars
- (1959) Barbarian (Goliath and the Barbarians) [OST]
- (1960) The Sacred Idol [OST]
- (1960) House of Usher / The Fall of the House of Usher [OST]
- (1960) Les Baxter's Teen Drums
- (1960) Baxter's Best
- (1960) Young Pops
- (1961) Broadway '61
- (1961) Alakazam the Great [OST]
- (1961) Jewels of the Sea
- (1961) Master of the World [OST]
- (1961) Wild Hi-Fi Drums / Wild Stereo Drums
- (1962) Sensational!
- (1962) Exotica Suite
- (1962) Voices in Rhythm
- (1962) The Primitive and the Passionate
- (1962) The Fabulous Sounds of Les Baxter: Strings, Guitars, Voices!
- (1963) Les Baxter's Balladeers
- (1963) The Academy Award Winners
- (1963) The Soul of the Drums
- (1966) Dr. Goldfoot and the Girl Bombs (1966) [OST]
- (1966) The Forum: The River is Wide
- (1966) Brazil Now
- (1967) Love is Blue
- (1967) African Blue
- (1968) Moog Rock
- (1968) Hell's Belles [OST]
- (1969) All the Loving Couples [OST]
- (1969) Bora Bora [OST]
- (1969) Bugaloo in Brazil
- (1970) Que Mango!
- (1970) Million Seller Hits
- (1970) Cry of the Banshee [OST]
- (1971) Music of the Devil God Cult: Strange Sounds from Dunwich – The Dunwich Horror [OST]
- (1973) Black Sabbath (1963) [OST]
- (1975) Movie Themes
- (1975) Hit Songs from Spain
- (1978) Born Again
- (1995) The Lost Episode of Les Baxter (1961) [Original Television Soundtrack]
- (1996) By Popular Request
- (1996) The Exotic Moods of Les Baxter

### Sencillos
- (1951) "Because of You"
- (1952) "Blue Tango"
- (1952) "Lonely Wine"
- (1953) "April in Portugal"
- (1953) "Ruby"
- (1953) "I Love Paris"
- (1954) "The High and the Mighty"
- (1955) "Unchained Melody"
- (1955) "Medic"
- (1955) "Wake the Town and Tell the People"
- (1956) "Foreign Intrigue"
- (1956) "The Poor People of Paris"
- (1956) "Tango of the Drums"
- (1956) "Giant"
- (1959) "Dance, Everyone Dance"
- (1960) "Pepe"